# تومیسلاو پاشکوالین
تومیسلاو پاشکوالین (انگلیسی: Tomislav Paškvalin؛ زادهٔ ۲۹ اوت ۱۹۶۱) بازیکن واترپلو اهل جمهوری فدرال سوسیالیستی یوگسلاوی بود.
وی در مسابقات کشوری و بین‌المللی در مجموع برندهٔ ۴ مدال طلا، ۲ مدال نقره شده‌است.